# 100 Dinge bis zur Highschool
100 Dinge bis zur Highschool (Originaltitel: 100 Things to Do Before High School) ist eine US-amerikanische Jugend-Sitcom des Fernsehsenders Nickelodeon. Die Serie startete im November 2014 in den USA mit der Ausstrahlung des einstündigen Pilotfilms, die weiteren Folgen starteten im Juni 2015. Die deutsche Erstausstrahlung fand am 30. August 2015 beim deutschen Nickelodeon statt.

## Handlung
Die zwölfjährige CJ Martin kommt in die siebente Klasse der Pootatuck Middleschool und kann es eigentlich kaum erwarten, auf die Highschool zu wechseln. Am letzten Tag der Sommerferien erzählt ihr jedoch ihr älterer Bruder, dass es auf der Highschool keineswegs so läuft, wie CJ es aus verschiedenen Fernsehserien zu kennen glaubt, vielmehr seien die Highschooljahre unheimlich stressig und, für CJ die schlimmste Vorstellung, man würde seine bis dahin engsten Freunde aus den Augen verlieren. Damit das nicht passiert, fertigt CJ zusammen mit ihren besten Freunden Crispo und Fenwick eine Liste mit 100 Dingen an, die sie unbedingt in der verbleibenden Zeit bis zum Wechsel auf die Highschool erledigen wollen.

## Figuren
CJ Martin freut sich eigentlich auf die Highschool, erfährt aber von ihrem Bruder, dass die Realität anders ist als die Darstellungen in Fernsehserien. Daraufhin beschließt sie, die verbleibende Zeit vor dem Schulwechsel gemeinsam mit ihren besten Freunden so intensiv wie möglich zu nutzen.
Christian „Crispo“ Powers ist seit dem Kindergarten mit CJ befreundet. Crispo änderte in den Sommerferien seinen Look und avanciert nun zum beliebtesten Jungen seines Jahrgangs, was ihn stellenweise allerdings nervt.
Fenwick Frazier ist ebenfalls seit dem Kindergarten mit CJ befreundet. Er ist der intelligenteste Schüler der Klasse und trägt stets Hemd und Krawatte.
Mindy Minus ist das beliebteste Mädchen in der Schule und in der gleichen Klasse wie CJ, Crispo und Fenwick. Sie ist versnobt, verzogen und besitzergreifend. Sie versucht alles, damit Crispo ihr Freund wird, aber ihr gelingt es nicht. Sie ist oft mit ihren Freundinnen zu sehen.
Mr. Jack Roberts ist der Vertrauenslehrer der Schule. Er gibt CJ, Crispo und Fenwick Ratschläge in der Schule.
Mr. Bored ist der langweilige Geschichtslehrer der Schule.
Mr. Henry Slinko ist der Chemielehrer der Schule.
Mr. Bandt ist der Musik- und Hauswirtschaftslehrer der Schule.
Direktorin Hader ist die Direktorin der Schule.
Natasha Villavovodovich ist die sibirische Kantinenfrau. Sie bezeichnet die Schüler und Lehrer als amerikanische Weichlinge.
Mr. und Mrs. Martin sind die Eltern von CJ und Ronbie.
Ronbie Martin ist der große Bruder von CJ. Man sieht ihn meistens lernen.
Paul Schmolitor ist der Fluraufseher und 7. Klasse-Jahrgangssprecher der Schule. Er hat einen Schnurrbart.
Benji und Enzo Froman sind Zwillingsbrüder der Schule. Sie tanzen gerne. Die Zwillinge hatten auch ihren Auftritt in der Folge Zwillingitis aus der Serie Sam & Cat.
Hübscher Achtklässler ist ein Achtklässler, in den CJ verliebt ist.
Seine Lieblingsdinge sind Fotografieren und Karate. Sein Name ist unbekannt.
Lori Loudly ist ein unbeliebtes Mädchen in der Schule und eine von CJs Freundinnen. Sie spricht sehr laut.
Martha St. Reynolds ist eine von CJs Freundinnen. Sie verschönert gerne die Schule.
Aubrey Garcia ist ein Mädchen an der Schule, dass sich immer schwarz kleidet. Sie ist Angehörige der „Schwarzer-Lippenstift-Gang“.

## Produktion
Zwei Wochen nachdem die Serie Sam & Cat nach nur einer Staffel wieder abgesetzt wurde, bestellte Nickelodeon Ende Juli 2014 die 26 Episoden umfassende erste Staffel von 100 Dinge bis zur Highschool, deren Produktion im Herbst 2014 in Los Angeles startete. Am 11. September 2016 erklärte die Schauspielerin Lisa Arch auf Twitter, dass die Serie eingestellt wurde und keine weiteren Folgen mehr produziert werden.

## Auszeichnungen und Nominierungen
Hauptdarstellerin Isabela Moner wurde für die Serie bei den Imagen Awards 2016 als Beste junge Schauspielerin – Fernsehen ausgezeichnet, nachdem sie bereits im Vorjahr nominiert war.

## Episoden

### Pilot
| Nr. (ges.) | Nr. (St.) | Deutscher Titel                 | Originaltitel | Erstausstrahlung USA | Deutschsprachige Erstausstrahlung (D/A) | Regie          | Drehbuch      |
| ---------- | --------- | ------------------------------- | ------------- | -------------------- | --------------------------------------- | -------------- | ------------- |
| 1          | 1         | Das Beste-Freunde-Ding – Teil 1 | Pilot (1)     | 11. Nov. 2014        | 30. Aug. 2015                           | Jonathan Judge | Scott Fellows |
| 2          | 2         | Das Beste-Freunde-Ding – Teil 2 | Pilot (2)     | 11. Nov. 2014        | 30. Aug. 2015                           | Jonathan Judge | Scott Fellows |

### Staffel 1
| Nr. (ges.) | Nr. (St.) | Deutscher Titel                                 | Originaltitel                                                                  | Erstausstrahlung USA | Deutschsprachige Erstausstrahlung (D/A) | Regie                | Drehbuch                   |
| ---------- | --------- | ----------------------------------------------- | ------------------------------------------------------------------------------ | -------------------- | --------------------------------------- | -------------------- | -------------------------- |
| 3          | 1         | Das Garagenband-Ding                            | Start a Garage Band Thing!                                                     | 30. Mai 2015         | 6. Sep. 2015                            | Carlos Gonzalez      | Julie Brown                |
| 4          | 2         | Das Bärenrennen-Ding                            | Run With The Bears Thing!                                                      | 6. Juni 2015         | 13. Sep. 2015                           | Savage Steve Holland | Keith Wagner               |
| 5          | 3         | Das Ja-sage-Ding                                | Say Yes to Everything For a Day Thing!                                         | 13. Juni 2015        | 20. Sep. 2015                           | Savage Steve Holland | Nathan Knetchel            |
| 6          | 4         | Das Helfende-Elfen-Ding                         | Be a Fairy Godmother Thing!                                                    | 20. Juni 2015        | 25. Nov. 2015                           | Savage Steve Holland | Mark Fellows               |
| 7          | 5         | Das Wachbleibe-Ding                             | Stay Up All Night Thing!                                                       | 27. Juni 2015        | 4. Okt. 2015                            | Jonathan Judge       | Lazar Saric                |
| 8          | 6         | Das Mehl-Baby-Ding                              | Adopt a Flour Baby Thing!                                                      | 11. Juli 2015        | 11. Okt. 2015                           | Savage Steve Holland | Scott Fellows              |
| 9          | 7         | Das Verändere-Deinen-Look-Ding                  | Change Your Look And See What Happens Thing!                                   | 18. Juli 2015        | 27. Sep. 2015                           | Melissa Kosar        | Katie Mattila              |
| 10         | 8         | Das Superkraft-Ding                             | Find Your Super Power Thing!                                                   | 25. Juli 2015        | 17. Okt. 2015                           | Jonathan Judge       | Scott Fellows              |
| 11         | 9         | Das Schnitzeljagd-Ding                          | Scavenger Hunt Thing!                                                          | 19. Sep. 2015        | 1. Nov. 2015                            | Jonathan Judge       | Julie Brown                |
| 12         | 10        | Das Neue-Freunde-Ding                           | Make a New Friend Thing!                                                       | 26. Sep. 2015        | 8. Nov. 2015                            | Savage Steve Holland | Nathan Knetchel            |
| 13         | 11        | Das Verrückter-Wissenschaftler-Ding             | Be a Mad Scientist Thing!                                                      | 3. Okt. 2015         | 15. Nov. 2015                           | Julian Petrillo      | Keith Wagner               |
| 14         | 12        | Das Club-Ding                                   | Join a Club Thing!                                                             | 10. Okt. 2015        | 15. Feb. 2016                           | Jonathan Judge       | Mark Fellows               |
| 15         | 13        | Das Beste-Schul-Halloween-aller-Zeiten-Ding     | Have the Best Halloween Ever Thing!                                            | 24. Okt. 2015        | 19. Feb. 2016                           | Julian Petrillo      | Lazar Saric & Keith Wagner |
| 16         | 14        | Das Krankentag-Ding                             | Get the Most Out Of a Sick Day Thing!                                          | 7. Nov. 2015         | 17. Feb. 2016                           | Savage Steve Holland | Scott Fellows              |
| 17         | 15        | Das Neuer-Tisch-Ding                            | Sit At a Different Lunch Table Thing!                                          | 14. Nov. 2015        | 16. Feb. 2016                           | Savage Steve Holland | Lazar Saric                |
| 18         | 16        | Das Überleb-die-Virenattacke-Ding               | Survive the Virus Attack Trapped in the Last Home Base Station on Earth Thing! | 21. Nov. 2015        | 24. März 2016                           | Jonathan Judge       | Mark Fellows               |
| 19         | 17        | Das Kandidaten-Ding                             | Run for Office Thing!                                                          | 9. Jan. 2016         | 12. Mai 2016                            | Savage Steve Holland | Keith Wagner               |
| 20         | 18        | Das Sag-immer-die-Wahrheit-oder-auch-nicht-Ding | Always Tell the Truth (But Not Always) Thing!                                  | 16. Jan. 2016        | 29. März 2016                           | Joe Menendez         | Lazar Saric                |
| 21         | 19        | Das Millionär-Ding                              | Become a Millionaire and Give It All Away Thing!                               | 23. Jan. 2016        | 22. März 2016                           | Savage Steve Holland | Sona Panos                 |
| 22         | 20        | Das Hinterlass-deine-Spuren-Ding                | Leave Your Mark Thing!                                                         | 30. Jan. 2016        | 18. Feb. 2016                           | Julian Petrillo      | Lazar Saric                |
| 23         | 21        | Das Triff-dein-Idol-Ding                        | Meet Your Idol Thing!                                                          | 6. Feb. 2016         | 28. März 2016                           | Melissa Kosar        | Scott Fellows              |
| 24         | 22        | Das Meister-Ding                                | Master a Thing Thing!                                                          | 13. Feb. 2016        | 23. März 2016                           | Stewart Schill       | Nathan Knetchel            |
| 25         | 23        | Das Melde-dich-Ding                             | Raise Your Hand Thing!                                                         | 20. Feb. 2016        | 30. März 2016                           | Jonathan Judge       | Scott Fellows              |
| 26         | 24        | Das Angebrochene-Herz-Ding                      | Get Your Heart Pre-Broken Thing!                                               | 27. Feb. 2016        | 21. März 2016                           | Savage Steve Holland | Scott Fellows              |

## Synchronsprecher
| Rolle                   | Schauspieler           | Deutscher Synchronsprecher |
| ----------------------- | ---------------------- | -------------------------- |
| CJ Martin               | Isabela Moner          | Jamie Lee Blank            |
| Christian Crispo Powers | Owen Joyner            | Jonas Frenz                |
| Fenwick Frazier         | Jaheem Toombs          | Dirk Petrick               |
| Direktorin Hader        | Lisa Arch              | Peggy Sander               |
| Mr. Jack Roberts        | Jack DeSena            | Jesse Grimm                |
| Mrs. Martin             | Stephanie Escajeda     | Andrea Aust                |
| Mr. Martin              | Henry Dittman          | Jaron Löwenberg            |
| Ronbie Martin           | Max Ehrich             | Henning Nöhren             |
| Mr. Bandt               | Marcus Folmar          | Christian Gaul             |
| Mindy Minus             | Brady Reiter           | Marie Christin Morgenstern |
| Patti Macabre           | Shyloh Oostwald        | Melinda Rachfahl           |
| Martha St. Reynolds     | Mackenzie Brooke Smith | Shalin-Tanita Rogall       |
| Mr. Bored               | Raajeev Aggerwhil      | Marlin von Wick            |
| Paul Schmolitor         | Matthew Scott Miller   | Elia Francolino            |
| Hübscher Achtklässler   | Chazz Nittolo          | Sebastian Kluckert         |
| Mr. Henry Slinko        | Christopher Neiman     | Gerald Schaale             |
| Arthur Pickwickle       | Gianni Decenzo         | Christian Zeiger           |
| Scout McKluski          | Dahlia White           | Maria Hönig                |
| Lori Loudly             | Laura Krystine         |                            |
| Benji Froman            | Benjamin Royer         | Simon Halaski              |
| Enzo Froman             | Matthew Royer          | Simon Halaski              |
| Der Hausmeister         | Daran Norris           | Klaus-Dieter Klebsch       |
| Dale Stubbs             | Nicholas Furu          | Sebastian Fitzner          |
| Blake Montgomery        | Jacob Melton           | Cedric Eich                |
| Zelphaba                | Piper Keesee           | Amelie Plaas-Link          |
| Amy Chu                 | Vanessa Howard         |                            |